# Aratinga frontdaurada
L'aratinga frontdaurada (Aratinga auricapillus) és una espècie d'ocell de la família dels psitàcids que habita boscos i sabanes de l'est del Brasil.